# Főszereplő
A főszereplő egy mű (film/videojáték/televíziós sorozat/könyv/történet/színjáték) központi alakja. Személye köré épül az egész mű. Ő viszi előre a történet szálait, ő hozza a döntéseket, illetve szembenéz e döntések esetleges következményeivel. Ha egy cselekmény több szálon fut, vagy egy mű több történetből áll, az összes történet külön főszereplővel rendelkezik.
A főszereplő ellentéte az antagonista vagy ellenfél, aki akadályokat gördít a főszereplő útjába, komplikált helyzeteket hoz létre, illetve konfliktusokat szül, amelyek próbára teszik a főszereplőt, és felfedik a főszereplő erősségeit és gyengeségeit. 
Korai példák főszereplőkre az ókori görög drámákban találhatóak. Ebben az időben a főszereplő a mű szerzőjeként, rendezőjeként és színészeként szolgált, ezeket a szerepeket csak később különítették el és osztották különböző személyekre. Az ókori Görögországban megkülönböztették a főszereplőt a hős fogalmától.
Némely mű esetében hamis főszereplővel (false protagonist) találkozhatunk. Ez arra utal, hogy a főszereplőnek hitt személy a mű egy részében szerepel, a hátralevő részre pedig eltűnik. Alfred Hitchcock 1960-as Psycho című filmje jó példa erre.

## Etimológia
A legtöbb nyelven a főszereplő szó jelentése protagonist vagy protagonista. Ez a kifejezés a görög "πρωταγωνιστής" (jelentése: "fő színész") szóból származik. A magyar főszereplő szó pedig a fő és a szereplő szavak összevonása.

## Gonosz főszereplő
A gonosz főszereplő (angolul protagonist villain), habár a történet főszereplője, nem rendelkezik a főszereplőkkel azonosított hősies és jóságos természettel. Gyakorlatilag gonosz karakterekről van szó, akik egy sorozat/könyv/film/videojáték főszereplői. Példák: Eric Cartman (South Park) vagy a GTA videojáték-sorozat főszereplői. Ha a gonosz főszereplőknek van jó oldala, akkor az antihős megnevezéssel illetjük őket.